# Округ Бастроп (Тексас)
Округ Бастроп (енгл. Bastrop County) је округ у америчкој савезној држави Тексас. По попису из 2010. године број становника је 74.171.

## Демографија
Према попису становништва из 2010. у округу је живело 74.171 становника, што је 16.438 (28,5%) становника више него 2000. године.
| Група             | 2000.          | 2010.          |
| Белци             | 37.764 (65,4%) | 42.446 (57,2%) |
| Афроамериканци    | 5.072 (8,8%)   | 5.772 (7,8%)   |
| Азијати           | 268 (0,5%)     | 489 (0,7%)     |
| Хиспаноамериканци | 13.845 (24,0%) | 24.190 (32,6%) |
| Укупно            | 57.733         | 74.171         |